# شورای‌عالی مناطق آزاد تجاری-صنعتی و ویژه اقتصادی
شورای‌عالی مناطق آزاد تجاری-صنعتی و ویژه اقتصادی یکی از نهادها در ایران است که وظیفه نظارت بر مناطق آزاد تجاری-صنعتی و مناطق ویژه اقتصادی ایران، تصویب مقررات و آیین‌نامه‌ها در این حوزه و ایجاد هماهنگی بین فعالیت‌های این مناطق را بر عهده دارد.

## تاریخچه
در سال ۱۳۶۹، مصوبه «تأسیس مناطق آزاد تجاری و صنعتی و تشکیل شورای‌عالی مناطق آزاد» به تصویب شورای اقتصاد رسید. براساس این مصوبه، شورایی به ریاست رئیس‌جمهور و متشکل از چند وزیر، رئیس‌کل بانک مرکزی و رئیس سازمان برنامه و بودجه تشکیل شد و عنوان شورا، «شورای‌عالی مناطق آزاد تجاری-صنعتی» تعیین شد.
پس از تصویب قانون چگونگی اداره مناطق آزاد تجاری-صنعتی جمهوری اسلامی ایران توسط مجلس در شهریور ۱۳۷۲، هیئت وزیران طی مصوبه‌ای وظایف و اختیارات خود (ناشی از این قانون) را به این شورا واگذار کرد.
در سال ۱۳۸۴، قانون تشکیل و اداره مناطق ویژه اقتصادی جمهوری اسلامی ایران تصویب شد. سپس هیئت وزیران طی مصوبه‌ای در سال ۱۳۸۵، وظایف و اختیارات خود (ناشی از این قانون) را به این شورا واگذار کرد. آیین‌نامه اجرایی قانون یادشده به تصویب وزیران عضو شورا رسید و نام شورا به «شورای‌عالی مناطق آزاد تجاری-صنعتی و ویژه اقتصادی» تغییر یافت.
نام این شورا بین سال‌های ۱۳۹۳–۱۳۸۸، «شورای هماهنگی مناطق آزاد تجاری-صنعتی و ویژه اقتصادی» بود؛ تا اینکه با تصویب هیئت وزیران در سال ۱۳۹۳، دوباره نام آن به «شورای‌عالی مناطق آزاد تجاری-صنعتی و ویژه اقتصادی» تغییر پیدا کرد.

## دبیرخانه
دبیرخانهٔ این شورا در تابستان ۱۳۷۱ تشکیل شد و اولین دبیر توسط رئیس‌جمهور منصوب شد. دبیر شورا که اداره دبیرخانهٔ شورا را برعهده دارد، اغلب به‌عنوان «مشاور رئیس‌جمهور در امور مناطق آزاد تجاری-صنعتی و ویژه اقتصادی» منصوب شده‌است.
این دبیرخانه تا پایان سال ۱۳۹۵ زیرمجموعه نهاد ریاست‌جمهوری بود؛ ولی در سال ۱۳۹۶ طبق تبصره ماده ۲۳ قانون برنامه ششم به وزارت امور اقتصادی و دارایی منتقل شد. بر این اساس، دبیر شورا توسط وزیر امور اقتصادی و دارایی منصوب می‌شود.

## اعضا
اعضای شورای‌عالی مناطق آزاد تجاری-صنعتی و ویژه اقتصادی عبارتند از:
- رئیس‌جمهور (رئیس شورا)
- دبیر شورا
- وزیر امور اقتصادی و دارایی
- وزیر صنعت، معدن و تجارت
- وزیر امور خارجه
- وزیر کشور
- وزیر نفت
- وزیر تعاون، کار و رفاه اجتماعی
- وزیر فرهنگ و ارشاد اسلامی
- وزیر راه و شهرسازی
- وزیر دادگستری
- وزیر میراث فرهنگی، گردشگری و صنایع دستی
- وزیر جهاد کشاورزی
- رئیس‌کل بانک مرکزی
- رئیس سازمان برنامه و بودجه کشور
- رئیس سازمان حفاظت محیط زیست

## دبیران
| ر. | نام  | نام                             | نگاره | آغاز تصدی      | پایان تصدی     | دولت    | رئیس‌جمهور   | م.     |
| -- | ---- | ------------------------------- | ----- | -------------- | -------------- | ------- | ----------- | ------ |
| ۱  |      | مرتضی الویری (زادهٔ ۱۳۲۷)        |       | ۸ شهریور ۱۳۷۱  | ۲۴ تیر ۱۳۷۸    | پنجم    | هاشمی       | [ ۱۳ ] |
| ۱  | ششم  | مرتضی الویری (زادهٔ ۱۳۲۷)        |       | ۸ شهریور ۱۳۷۱  | ۲۴ تیر ۱۳۷۸    |         | هاشمی       | [ ۱۳ ] |
| ۱  |      | مرتضی الویری (زادهٔ ۱۳۲۷)        | هفتم  | ۸ شهریور ۱۳۷۱  | ۲۴ تیر ۱۳۷۸    | خاتمی   |             | [ ۱۳ ] |
| ۲  |      | حسین نصیری (زادهٔ ۱۳۳۳)          | هفتم  |                | ۲۴ تیر ۱۳۷۸    | خاتمی   | ۲۹ آذر ۱۳۸۴ | [ ۱۴ ] |
| ۲  | هشتم | حسین نصیری (زادهٔ ۱۳۳۳)          |       |                | ۲۴ تیر ۱۳۷۸    | خاتمی   | ۲۹ آذر ۱۳۸۴ | [ ۱۴ ] |
| ۳  |      | حسین صادق عابدین (زادهٔ ؟)       |       | ۲۹ آذر ۱۳۸۴    | ۱۶ آبان ۱۳۸۵   | نهم     | احمدی‌نژاد   | [ ۱۵ ] |
| ۴  |      | محمود صلاحی (زادهٔ ۱۳۳۹)         |       | ۱۶ آبان ۱۳۸۵   | ۱۶ شهریور ۱۳۸۸ | نهم     | احمدی‌نژاد   | [ ۱۶ ] |
| ۵  |      | حمید بقایی (زادهٔ ۱۳۴۸)          |       | ۱۶ شهریور ۱۳۸۸ | ۶ شهریور ۱۳۹۲  | دهم     | احمدی‌نژاد   | [ ۱۷ ] |
| ۶  |      | اکبر ترکان (۱۴۰۰–۱۳۳۱)          |       | ۶ شهریور ۱۳۹۲  | ۱۱ شهریور ۱۳۹۶ | یازدهم  | روحانی      | [ ۱۸ ] |
| ۷  |      | مرتضی بانک (زادهٔ ۱۳۳۴)          |       | ۱۱ شهریور ۱۳۹۶ | ۱۳ اسفند ۱۳۹۹  | دوازدهم | روحانی      | [ ۱۹ ] |
| ۸  |      | حمیدرضا مؤمنی (زادهٔ ؟)          |       | ۱۳ اسفند ۱۳۹۹  | ۱ مهر ۱۴۰۰     | دوازدهم | روحانی      | [ ۲۰ ] |
| ۹  |      | سعید محمد (زادهٔ ۱۳۴۷)           |       | ۱ مهر ۱۴۰۰     | ۱۹ مهر ۱۴۰۱    | سیزدهم  | رئیسی       | [ ۲۱ ] |
| –  |      | نصرالله ابراهیمی (زادهٔ ؟)سرپرست |       | ۱۹ مهر ۱۴۰۱    | ۱۴ آبان ۱۴۰۱   | سیزدهم  | رئیسی       | [ ۲۲ ] |
| ۱۰ |      | حجت‌الله عبدالملکی (زادهٔ ۱۳۶۰)   |       | ۱۴ آبان ۱۴۰۱   | ۸ مهر ۱۴۰۳     | سیزدهم  | رئیسی       | [ ۲۳ ] |
| ۱۱ |      | رضا مسرور (زادهٔ ۱۳۴۶)           |       | ۸ مهر ۱۴۰۳     | متصدی          | چهاردهم | پزشکیان     | [ ۲۴ ] |